# 莱克威尔士 (佛罗里达州)
莱克威尔士（英語：Lake Wales），是美国佛罗里达州波爾克縣下属的一座城市。建立于1917年。面积约为36.3平方公里（约合14平方英里）。根据2010年美国人口普查，该市有人口14,225人。论人口在本州排行第126。